# Aleksei Tkach
Aleksei Viktorovich Tkach (tiếng Nga: Алексей Викторович Ткач; sinh ngày 22 tháng 1 năm 1992) là một tiền vệ bóng đá người Nga. Anh thi đấu cho FC Tekstilshchik Ivanovo.

## Sự nghiệp câu lạc bộ
Anh có màn ra mắt tại Russian Second Division cho FC Taganrog vào ngày 12 tháng 7 năm 2013 trong trận đấu với FC Dagdizel Kaspiysk.